# Morumbi (distretto di San Paolo)
Il distretto di Morumbi è un distretto (distrito) della zona occidentale della città di San Paolo in Brasile, situato nella subprefettura Butantã. Nella cultura popolare fa parte della zona sud della città.

## Toponimo
Esistono due linee di pensiero sull'origine del nome Morumbi:
- dal tupi, attraverso la fusione di moru (mosca) e mbi (verde): "mosca verde"[3];
- per Eduardo de Almeida Navarro, studioso del tupi, Morumbi è un termine della lingua geral paulista che significa "fiume dei pesci grandi" oppure "laguna piena di tavole"[4].

## Cultura
È presente, sul suo territorio, la Scuola Italiana Eugenio Montale.

## Altre immagini

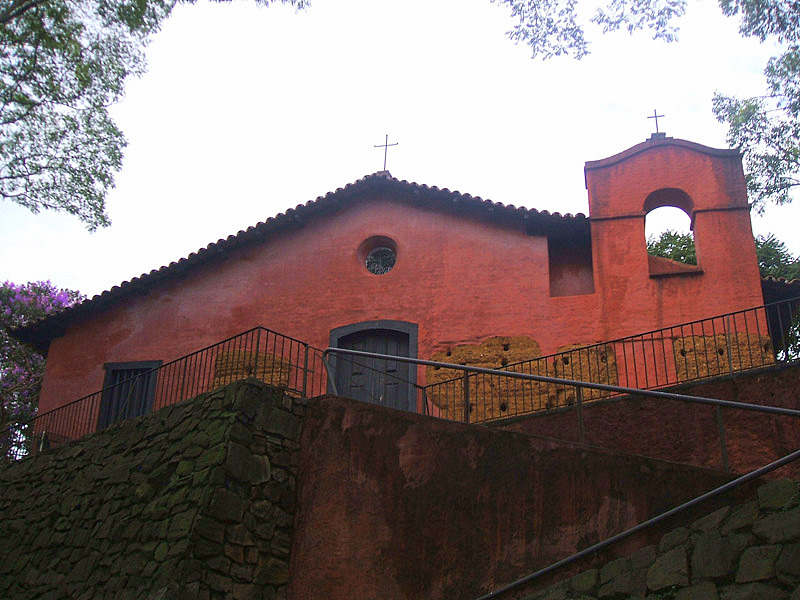
Capela do Morumbi, nella Fazenda Morumbi.
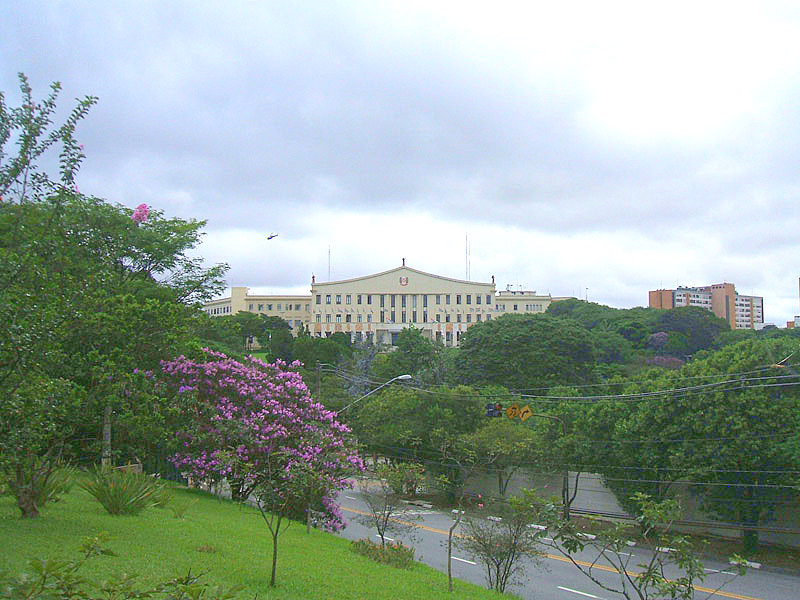
Palácio dos Bandeirantes, sede del governo statale di San Paolo.